# Abbaye de Roseland
L’abbaye de Roseland est un édifice entouré d'un parc botanique et situé à Nice, en France.

## Localisation
Le bâtiment, résidence et cloître sont  situés dans le département français des Alpes-Maritimes, sur la commune de Nice, no 44, boulevard Napoléon III.

## Historique
Dans certains textes, en particulier dans le livre de Didier Gayraud, l'origine du domaine est située dans une abbaye servant de résidence d'été des évêques de Vintimille. Les recherches faites par Jean Marx au moment de l'enquête faite pour le classement de la demeure au titre des monuments historiques parues dans la revue du patrimoine In Situ de 2002, donnent les éléments de l'histoire du domaine rassemblés  (voir « Bibliographie »). La première description du bâtiment a été faite dans un article paru dans la revue L'Illustration du 19 janvier 1929.
L'abbaye de Roseland est une abbaye de fantaisie aménagée vers 1925 par un collectionneur d'antiquités, Édouard Lacarde, à partir d'une ancienne maison de campagne aménagée à partir du XVIIe siècle par une famille aristocratique niçoise, les Dalmassi, connue par le testament de Jean-Ange Dalmassi de Farone qui lègue en 1763 la propriété à son cousin Alexandre Auguste de Lascaris de Vintimille, comte du Castellar, seigneur de Faron. Son oncle, Alexandre de Lascaris de Vintimille, a été évêque de Toulon. La propriété a été saisie pendant la Révolution française, achetée en 1815 par la famille Jaume qui exploite de domaine où elle produit de l'huile et du vin. Le domaine est revendu en 1878 à un comte russe, Apraxine.
Édouard Larcade (1871-1945), grand collectionneur, y a remonté des éléments médiévaux, essentiellement du xve siècle. L'élément le plus intéressant est un cloître comprenant 26 colonnes du Ve siècle et VIe siècle provenant du monastère de la Daurade de Toulouse. D'autres éléments du cloître proviennent de l'abbaye de Bonnefont.
Le jardin de style italien a été aménagé par Octave Godard (1877-1958) entre 1923 et 1927. Il a planté une grande roseraie qui serait à l'origine du nom, abbaye de Roseland, qu'Édouard Larcade a donné à la propriété.
Du 13 juillet au 13 septembre 1961, Jean Larcade, fils d'Édouard, propriétaire d’une galerie parisienne d’avant-garde, y a organisé un Festival des Nouveaux Réalistes regroupant, entre autres, Arman, Yves Klein.
En 1968, un ensemble de 600 appartement répartis dans sept grands bâtiments sont construits sur le domaine.
En 1970, la veuve d'Édouard Lacarde a donné la demeure et une partie des jardins à la ville de Nice.
Projet d'installation de la Fondation Paysages présidée par Michel Péna dans la demeure, en 2018 qui n'a pas été suivi d'effet en raison de l'absence de financement.
En 2023 devant l'importance des travaux et l'absence de possibilité d'utiliser cette demeure, la ville de Nice, envisage de se séparer de l'Abbaye de Roseland. 
Après l'annonce de la mise en vente de l'Abbaye à un promoteur privé qui envisageait de créer une douzaine de logements de luxe les propriétaires de la résidence où est inclus le bâtiment historique ont vivement réagi.
Il faut savoir en effet que le bâtiment historique est inclus dans une très vaste résidence de plus de 600 logements.
L'idée que 'Abbaye puisse être privatisée a été en effet très mal vécue ce qui a amené les résidents à solliciter l'intervention du Conseil départemental. 
Après une longue période de tractations c'est le Conseil départemental qui aurait emporté l'achat dans l'optique de créer un centre d'étude pour le climat.
Le projet comporterait outre une cellule d'études la possibilité de loger des climatologues invités. 

## Protection
L'édifice est classé au titre des monuments historiques le 3 septembre 1996.